# Đại bàng New Guinea
Đại bàng New Guinea hay Đại bàng Papua, Đại bàng Harpy Papua hoặc Đại bàng Kapul (tên khoa học Harpyopsis novaeguineae) là một loài đại bàng lớn, là thành viên duy nhất của chi đơn loài Harpyopsis.

## Phân bố
Đây là loài động vật đặc hữu của khu vực rừng mưa nhiệt đới ở New Guinea

## Mô tả
Nó là loài động vật ăn thịt hàng đầu trên hòn đảo, là một trong 4 loài đại bàng lớn (cùng với Đại bàng Crested, Đại bàng Harpy và Đại bàng Philippine). Nó có chiều cao 75–90 cm, sải cánh dài 157 cm, cân nặng 1,6-2,4 kg. Lông chúng có màu nâu xám, cánh rộng, mỏ lớn, đuôi dài, có phần dưới màu trắng, chân dài và có bộ móng vuốt vô cùng sắc nhọn. So với con đực thì con cái lớn hơn.
Thức ăn của chúng là các loài động vật có vú nhỏ, chim, rắn và làm tổ trên những cây cao. Do bị mất môi trường sống, cùng với việc săn bắn của người dân trên đảo khiến chung trở thành loài đang bị đe dọa của IUCN.